# Onchidiidae
Onchidiidae Rafinesque, 1815 è una famiglia di molluschi gasteropodi dell'ordine Systellommatophora. È l'unica famiglia della superfamiglia Onchidioidea.

## Tassonomia
La famiglia comprende i seguenti generi:
- Alionchis Goulding & Dayrat, 2018
- Hoffmannola Strand, 1932
- Laspionchis Dayrat & Goulding, 2019
- Marmaronchis Dayrat & Goulding, 2018
- Melayonchis Dayrat & Goulding, 2017
- Onchidella J.E. Gray, 1850
- Onchidina C. Semper, 1882
- Onchidium Buchannan, 1800
- Paromoionchis Dayrat & Goulding, 2019
- Peronia J. Fleming, 1822
- Peronina Plate, 1893
- Platevindex H. B. Baker, 1938
- Semperoncis Starobogatov, 1976
- Wallaconchis Goulding & Dayrat, 2018